# 大多亮
大多亮（日语：／ Oota Tooru，1958年11月3日—），日本知名電視劇製作人及電影製片，東京都台東區淺草出身。曾任富士電視台製作部部長，現任富士電視台執行董事，並兼任富士媒體控股旗下波麗佳音集團、共同電視製作公司董事。

## 簡介
90年代，大多亮被認為是「日本偶像劇」重要推手之一。其製作的數部連續劇，在當時引起極大話題，並多次創下30%的收視率。「趨勢劇」（Trendy Drama）此一名詞最初提倡者亦是大多亮，其認為「富士的王牌一向是愛情劇。就算是愛情劇也可以達到捕捉『時代感』的要求」，於是出現了「趨勢劇」一詞。大多亮曾製作一系列知名日本電視劇及電影，如《東京愛情故事》、《101次求婚》、《一個屋簷下》、《白色巨塔》和《冰上悍將》等劇。

## 電視劇

### 企劃製作
1980年代
- 1988年：猛龍笑將（日语：君の瞳をタイホする!）、愛情打獵族（日语：君が嘘をついた）、只想擁抱妳（日语：抱きしめたい!）
- 1989年：告別二十歲（日语：君の瞳に恋してる!）、點燃心火、戀愛總動員

1990年代
- 1990年：最愛是你（日语：世界で一番君が好き!）、求愛姊妹花（日语：恋のパラダイス）、恋の熱帯低気圧、バラ色の人生、愛的迴旋曲（日语：すてきな片想い）
- 1991年：東京愛情故事、101次求婚、ハイレグクイーンロマンス ピットに賭ける恋!
- 1992年：家族の食卓「進級テスト」、壯志驕陽（日语：愛という名のもとに）、最佳拍檔（日语：親愛なる者へ (テレビドラマ)）、逆火青春（日语：二十歳の約束）
- 1993年：老師情人（日语：お願いダーリン!）、一個屋簷下、相逢何必曾相識、瀬戸内少年野球団
- 1994年：愛沒有明天（日语：この世の果て）、Good Morning、東京仙履奇緣
- 1995年：給我們愛吧（日语：僕らに愛を!）、他日再相逢（日语：いつかまた逢える）

2000年代
- 2004年：冰上悍將、讓愛看得見、東京灣景、愛在聖誕節

### 企劃
- 1988年：時には母のない子のように
- 1995年：白雪情緣
- 1997年：理想與友情（日语：僕が僕であるために (テレビドラマ)）
- 1999年：只想擁抱妳（日语：抱きしめたい!） 世紀末 SP
- 2000年：慎吾ママ SP 「おっはー」は世界を救う！
- 2000年：27小時TV 父さん
- 2001年：慎吾ママ SP ミッキーも一緒♥「おっはー」は世界を救う！2

### 製作統籌
電視劇製作中心時期
- 2002年：從天而降億萬顆星星
- 2003、2006年：小孤島大醫生系列
- 2003年：白色巨塔
- 2003年12月27日：太閤記 サルと呼ばれた男（SP）
- 2004年12月28日：徳川綱吉 イヌと呼ばれた男（SP）
- 2005年：女之一代記（11月24日 - 26日）
- 2006年：ザ・ヒットパレード〜芸能界を変えた男・渡辺晋物語〜（5月26日、27日）
- 2009年：黑部的太陽（SP）

數位局長時期
- 2009年：ニュース速報は流れた
- 2009年：我家的歷史（2010年春，富士電視台開局50週年企劃）
- 2011年：Tokyo Control 東京航空交通管制部
- 2011、2012年：シークレットガールズ
- 2012年：恋なんて贅沢が私に落ちてくるのだろうか?
- 2015年：東方快車謀殺案

## 電影
- 1994年：ヒーローインタビュー
- 1995年：バースデイプレゼント
- 2001年：冷靜與熱情之間
- 2006年：チェケラッチョ!!
- 2006年：シュガー&スパイス 風味絶佳
- 2007年：スマイル 聖夜の奇跡
- 2008年：嫌疑犯X的獻身
- 2009年：阿馬爾菲 女神的報酬